# Parlament Češke
Parlament Češke Republike (češ. Parlament České republiky) je zakonodavno tijelo Češke, sa sjedištem u Pragu. Sastoji se od dvije komore, izabrane u neposrednim izborima: Donji dom (zastupnički dom) i Gornji dom (senat).
Parlament ima zakonodavnu vlast, odobrava Vladu Češke i usvaja proračun. Zastupnički dom se sastoji od 200 zastupnika izabranih na četiri godine, a senat od 81 senatora izabranih na šest godina.

## Vanjske poveznice
- Zastupnici češkog parlamenta (češ.)
- Senat Češke Republike  Arhivirana inačica izvorne stranice od 24. veljače 2011. (Wayback Machine) (češ.)